# Trees and Shrubs of Kenya
Trees and Shrubs of Kenya es un libro con ilustraciones y descripciones botánicas que fue escrito por el botánico Ivan Robert Dale (1904-1963)  y publicado en el año 1961.